# Eugene O'Brien
Eugene O'Brien was de artiestennaam voor Louis O'Brien (Boulder (Colorado), 14 november 1880 - Los Angeles (Californië), 29 april 1966), een Amerikaans acteur.
O'Brien werd geboren als zoon van agent John O'Brien en diens vrouw Kate. Hij studeerde medicijnen aan de Universiteit van Colorado, maar stapte later over naar civiele techniek. Hij stopte uiteindelijk op 21-jarige leeftijd met zijn studie om acteur te worden. In 1902 verhuisde hij naar New York, waar hij aangenomen werd in de vaudeville. Hij werd bevoegd in musicals en werd aangenomen op Broadway.
O'Brien werd in 1905 ontdekt, nadat een impresario hem zag in het toneelstuk The Rollicking Girl. Er werd hem een driejarig contract aangeboden en hij maakte in 1909 zijn grote doorbraak in The Builder of Bridges. Hij groeide uit tot een succesvolle acteur. In 1915 volgde zijn filmdebuut, met de hoofdrol in de korte film The Lieutenant Governor. Hij werd opgemerkt door producent Lewis J. Selznick, die zorgde voor zijn grote doorbraak in de film.
Het duurde niet lang voordat O'Brien ook in de filmindustrie populair werd. Hij speelde in films tegenover verschillende grote namen, waaronder Mary Pickford, Gloria Swanson, Clara Kimball Young, Mary Miles Minter en Norma Talmadge. In de jaren '20 groeide hij uit tot een superster. Na de opkomst van de geluidsfilm, trok hij zich terug van de film en keerde terug naar het theater.
O'Brien trouwde nooit. Hij stierf op 85-jarige leeftijd aan een longontsteking. Hij werd vereeuwigd met een ster op de Hollywood Walk of Fame.

## Filmografie (selectie)
| - Poor Little Peppina (1916) - The Rise of Susan (1916) - Poppy (1917) - Rebecca of Sunnybrook Farm (1917) - The Ghosts of Yesterday (1918) - By Right of Purchase (1918) - De Luxe Annie (1918) - The Safety Curtain (1918) - Her Only Way (1918) | - The Figurehead (1920) - The Wonderful Chance (1920) - Channing of the Northwest (1922) - The Voice from the Minaret (1923) - Secrets (1924) - The Only Woman (1924) - Flaming Love (1925) - Graustark (1925) - Fine Manners (1926) |

- Library of Congress Control Number: n91088355
- Virtual International Authority File: 70574236
- WorldCat: E39PBJdrFYggRBgkYVXcX9J7HC